# NGC 6938
NGC 6938 este o galaxie situată în constelația Vulpea. A fost descoperită în 18 iulie 1784 de către William Herschel.